# Marika Lindholm
Marika Irene Lindholm (född Eklund), 14 april 1948 i Hangö, är en tidigare finländsk sprinterlöpare. Hon deltog i det finländska lag som vann silver på 4 x 400 meter vid Europamästerskapen i friidrott 1974 i Rom. Vid Europamästerskapen i friidrott 1971 i Helsingfors blev hon sjätte på 400 meter med tiden 53,35 och sjunde i stafetten. Samma år löpte hon finländska rekord på 200 meter och på 400 meter. Tiderna var 23,5 på 200 meter och på 400 meter först 53,0 och därefter 52,7. Med den senare noteringen var hon åttonde i det årets världsstatistik.
Lindholm deltog också på 400 meter i OS 1972 och 1976 men kom vid dessa spel inte längre än till andra försöksomgången. Vid båda tillfällena sprang hon i det finländska stafettlaget som kom på sjunde plats 1972 och sjätte plats 1976. 
Lindholm blev finländsk mästare på 200 och 400 meter år 1971. På klubbnivå representerade hon Hangö Idrottsklubb (HIK).